# Gällsås
Gällsås är den näst största byn i Okome socken,  Falkenbergs kommun.
Inom byns gamla gränser ligger Lönesjön och Öxnasjön. Även Gällsjön och Stora Trännsjön ligger delvis belägna inom byns gamla ägovidder. Samtliga dessa insjöar ingår i Ätrans huvudavrinningsområde. 

## Historia

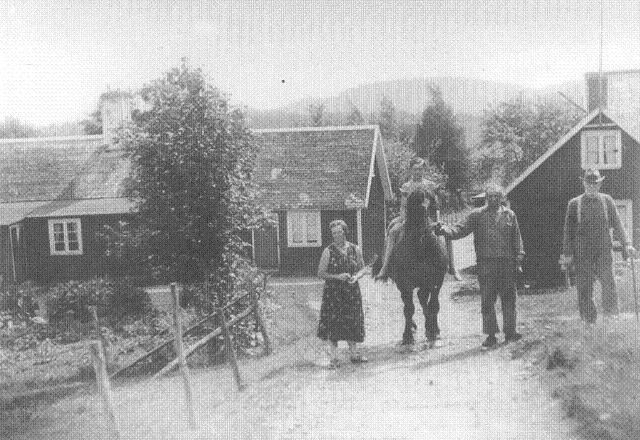
Gården Vallen i Gällsås #2, ägaren John Johansson (1893-1971) med familj vid slutet av 1930-talet

### Fotnoter
1. ↑  Som källa för arealuppgiften har använts ”Beskrivning till [ekonomiska] kartan över Köinge, Okome och Svartrå socknar inom Faurås härad och Hallands län upprättad i Rikets Allmänna Kartverk år 1925”, vilket har sin förklaring dels i dess noggranna redogörelse för de då rådande förhållandena, dels för att fastighetsregleringar under senare år så radikalt har ritat om fastighetskartorna att ibland både byanamn raderats ut och historiska församlingsgränser flyttats. 1925 års beskrivning kan därför sägas utgöra den skriftliga källa som bäst speglar den (historiska) mantalssättning som rått sedan 1600-talets mitt och även det namnskick som (trots fastighetsregleringar) ännu råder på orten.
2. ↑  Den i väster längs Högvadsån och Stockån belägna Rävige by är den till ytan ojämförligt största byn i Okome socken